# Barão de Palma
Barão de Palma é um título nobiliárquico criado por D. Fernando II de Portugal, Regente durante a menoridade de D. Pedro V de Portugal, por Decreto de 5 de Julho de 1854, em favor de Luís José Ribeiro.
Titulares
1. Luís José Ribeiro, 1.° Barão de Palma.